# 심열
심열(沈悅, 1569년 ~ 1646년)은 조선 중기의 문신이다. 병조판서 심충겸의 아들로, 명종비 인순왕후의 조카이다. 성천부사 심예겸에게 입양되었다. 조선 경종의 왕비 단의왕후 심씨의 5대조이다. 자는 학이(學而), 호는 남파(南坡), 시호는 충정(忠靖), 본관은 청송이다.
광해군 때에는, 심돈(沈惇) 또는 심형(沈悍)으로도 불렸다.

## 관력

### 선조 - 광해군
1589년 진사시에 합격하고, 선조 26년(1593년) 별시문과에 병과로 급제, 1594년 예문관 검열에 기용되었다. 1597년 예조좌랑, 사관, 1600년 사헌부 지평, 이조좌랑, 이조정랑, 1601년 홍문관 교리, 세자시강원 문학, 홍문관 응교, 성균관 사성, 병조참지, 승정원 동부승지, 1604년 예조참의, 1605년 황해도 관찰사, 1606년 병조참의, 1607년 충청도 관찰사, 1608년 예조참판, 오위도총부 부총관, 광해군 때에는, 경기도 관찰사, 한성부 좌윤, 한성부 우윤, 황해도 병마절도사, 경상도 관찰사, 영건선수도감 제조, 예조참판, 예조판서, 5도 도검찰사(都檢察使), 형조판서, 함경도 관찰사 등을 지냈다.

### 인조
인조반정 직후, 다시 경기도 관찰사를 거쳐, 호조판서, 한성부 판윤, 형조판서, 강화부 유수, 공조판서, 판의금부사, 지중추부사, 1638년 의정부 우의정에 올랐다. 우의정으로서, 호조판서와 영경연관사를 겸직하였다. 1639년 진하사(進賀使)로 청나라 심양에 다녀왔다. 1640년 우의정을 스스로 사직하고, 판중추부사를 거쳐, 1643년 의정부 좌의정에 오르고, 곧 이어, 의정부 영의정에 올랐다. 1644년 병이 심하여, 영의정을 스스로 사직하고, 좌의정으로 체직되었다가, 영중추부사로 전임되었다.

## 가족 관계
- 조부 : 심강(沈鋼, 1514 ~ 1567) - 명종의 국구, 청릉부원군(靑陵府院君), 영돈녕부사, 증영의정
- 조모 : 완산부부인 이희경(完山府夫人 李希慶, 1511 ~ 1559) - 효령대군의 5대손이자 전성군 이대(全城君 李薱)의 딸
  - 생부 : 심충겸(沈忠謙, 1545 ~ 1594) - 병조판서, 증좌찬성, 청림군(靑林君)
  - 생모 : 향주(鄕主) 전주 이씨 이개(李介, 1545 ~ ?) - 중종 왕자 봉성군의 딸
- 외조부 : 봉성군 이완(鳳城君 李岏, 1528 ~ 1547) - 중종의 7남
- 외조모 : 군부인 동래 정씨 - 정유인(鄭惟仁)의 딸
  - 양부 : 심예겸(沈禮謙, 1537 ~ 1578) - 심충겸의 형, 성천부사, 증영의정
  - 양모 : 정경부인 연일 정씨 - 정숙(鄭橚)의 딸
  - 숙부 : 심의겸(沈義謙) - 서인(西人)의 영수, 병조판서, 청양군(靑陽君)
  - 고모 : 인순왕후
  - 고모부 : 제13대 명종대왕
    - 본인 : 심열 - 영의정
    - 정부인 : 정경부인 의령 남씨 - 부윤(府尹) 남언경(南彦經)의 딸
    - 계부인 : 정경부인 기계 유씨 - 유함(兪涵)의 딸
      - 양자 : 심희세(沈熙世) - 심엄(沈㤿, 심의겸의 아들, 심인겸의 양자, 옥과현감, 증영의정, 청천부원군(靑川府院君))의 아들, 홍문관 교리, 증이조판서
        - 손자 : 심권(沈權) - 전라도 관찰사, 증좌찬성
          - 증손 : 심봉서(沈鳳瑞) - 의금부 도사, 증영의정
            - 고손 : 심호(沈浩) - 경종의 국구, 사옹원 첨정, 증영의정, 청은부원군(靑恩府院君)
              - 5대손 : 단의왕후
              - 5대손서 : 제20대 경종대왕
              - 5대손 : 심유현(沈維賢) - 담양부사

    - 측실 : 중생(仲生) - 노비 출신
      - 서장남 : 심정달(沈廷達, 1579 ~ ?)

    - 측실 : 자근복(者斤福) - 양민 출신
      - 서차남 : 심정남(沈廷男, 1602 ~ ?)

    - 측실 : 구질개(仇叱介) - 양민 출신
      - 서장녀 : 심예이(沈禮伊, 1604 ~ ?)

## 저서
- 《방일주의(放逸奏議)》
- 《남파상국문집(南坡相國文集)》

## 같이 보기
| - 심연원 - 심강 - 인순왕후 - 심의겸 - 심충겸 - 봉성군 | - 심호 - 단의왕후 - 심유현 - 홍서봉 - 김류 - 심기원 |

## 참조
1. ↑  《광해군일기》6년(1614) 9월 14일 7번째 기사
2. ↑  《광해군일기》14년(1622) 11월 5일 3번째 기사
3. ↑  《선조실록》27년(1594) 8월 17일 4번째 기사
4. ↑  《선조실록》30년(1597) 5월 5일 5번째 기사
5. ↑  《선조실록》30년(1597) 2월 18일 1번째 기사
6. ↑  《선조실록》33년(1600) 5월 11일 3번째 기사
7. ↑  《선조실록》33년(1600) 6월 6일 2번째 기사
8. ↑  《선조실록》33년(1600) 9월 13일 3번째 기사
9. ↑  《선조실록》34년(1601) 1월 30일 2번째 기사
10. ↑  《선조실록》34년(1601) 2월 4일 5번째 기사
11. ↑  《선조실록》34년(1601) 3월 19일 5번째 기사
12. ↑  《선조실록》34년(1601) 5월 3일 2번째 기사
13. ↑  《선조실록》34년(1601) 9월 6일 3번째 기사
14. ↑  《선조실록》34년(1601) 11월 23일 3번째 기사
15. ↑  《선조실록》37년(1604) 5월 7일 4번째 기사
16. ↑  《선조실록》38년(1605) 9월 25일 2번째 기사
17. ↑  《선조실록》39년(1606) 6월 23일 14번째 기사
18. ↑  《선조실록》40년(1607) 8월 18일 3번째 기사
19. ↑  《선조실록》41년(1608) 1월 4일 4번째 기사
20. ↑  《선조실록》41년(1608) 1월 14일 5번째 기사
21. ↑  《광해군일기》즉위년(1608) 4월 1일 5번째 기사
22. ↑  《광해군일기》즉위년(1608) 10월 8일 6번째 기사
23. ↑  《광해군일기》1년(1609) 5월 16일 1번째 기사
24. ↑  《광해군일기》1년(1609) 12월 6일 1번째 기사
25. ↑  《인조실록》1년(1623) 6월 26일 1번째 기사
26. ↑  《인조실록》2년(1624) 2월 14일 2번째 기사
27. ↑  《인조실록》3년(1625) 10월 6일 4번째 기사
28. ↑  《인조실록》3년(1625) 11월 23일 2번째 기사
29. ↑  《인조실록》5년(1627) 5월 11일 2번째 기사
30. ↑  《인조실록》8년(1630) 5월 17일 3번째 기사
31. ↑  《인조실록》14년(1636) 3월 22일 2번째 기사
32. ↑  《인조실록》14년(1636) 12월 21일 5번째 기사
33. ↑  《인조실록》16년(1638) 9월 15일 2번째 기사
34. ↑  《인조실록》16년(1638) 9월 16일 1번째 기사
35. ↑  《인조실록》16년(1638) 11월 6일 2번째 기사
36. ↑  《인조실록》17년(1639) 7월 30일 3번째 기사
37. ↑  《인조실록》18년(1640) 1월 25일 1번째 기사
38. ↑  《인조실록》21년(1643) 3월 6일 2번째 기사
39. ↑  《인조실록》21년(1643) 5월 6일 2번째 기사
40. ↑  《인조실록》22년(1644) 3월 12일 1번째 기사
41. ↑  《인조실록》22년(1644) 3월 14일 2번째 기사